# Landżik
Landżik – wieś w Armenii, w prowincji Szirak. W 2011 roku liczyła 853 mieszkańców.